# Rakam Karnali
Rakam Karnali (nep. राकम कर्णाली) – gaun wikas samiti w zachodniej części Nepalu w strefie Bheri w dystrykcie Dailekh. Według nepalskiego spisu powszechnego z 2011 roku liczył on 556 gospodarstw domowych i 2814 mieszkańców (1470 kobiet i 1344 mężczyzn).